# Savoy Filmtheater

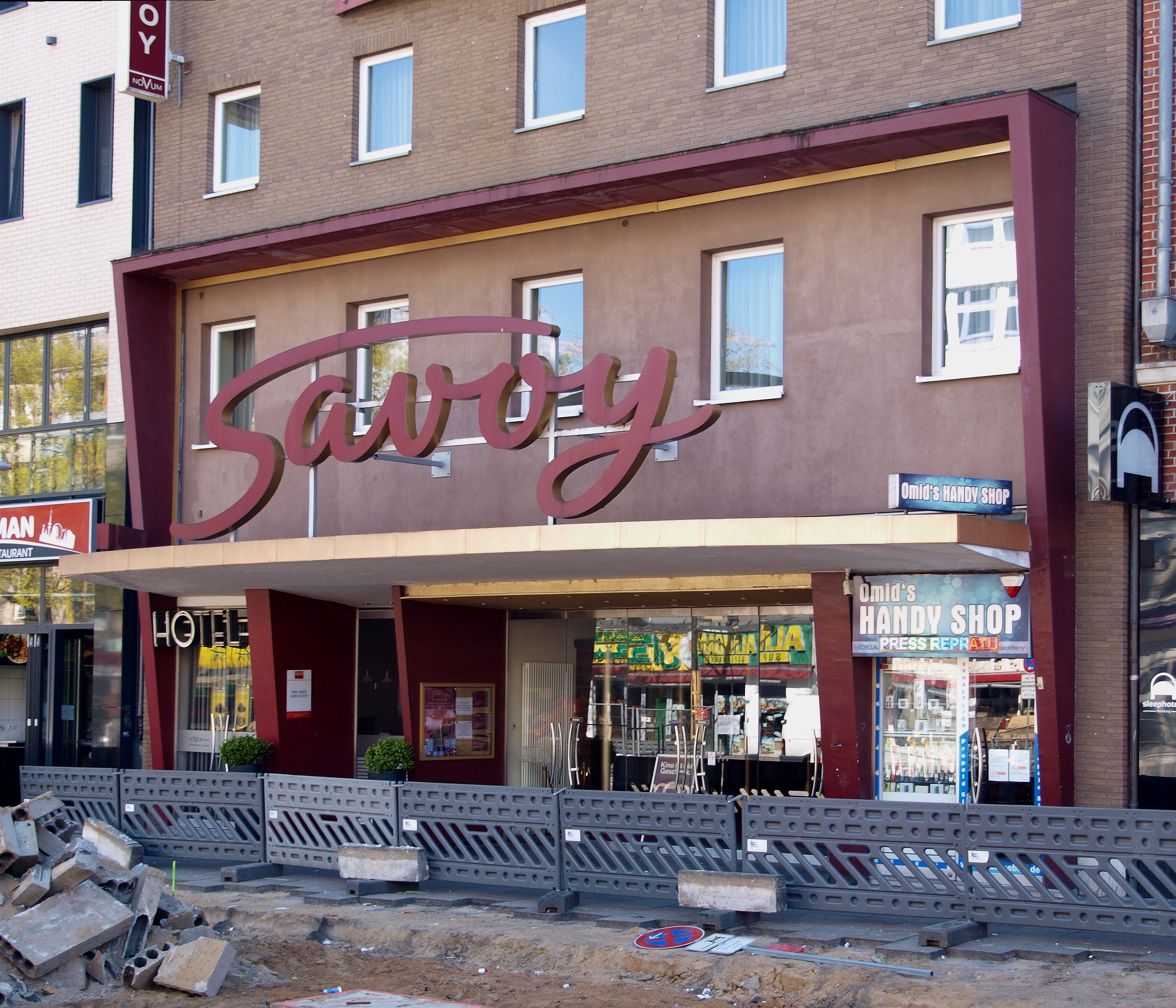
Savoy Filmtheater am Steindamm (2020)

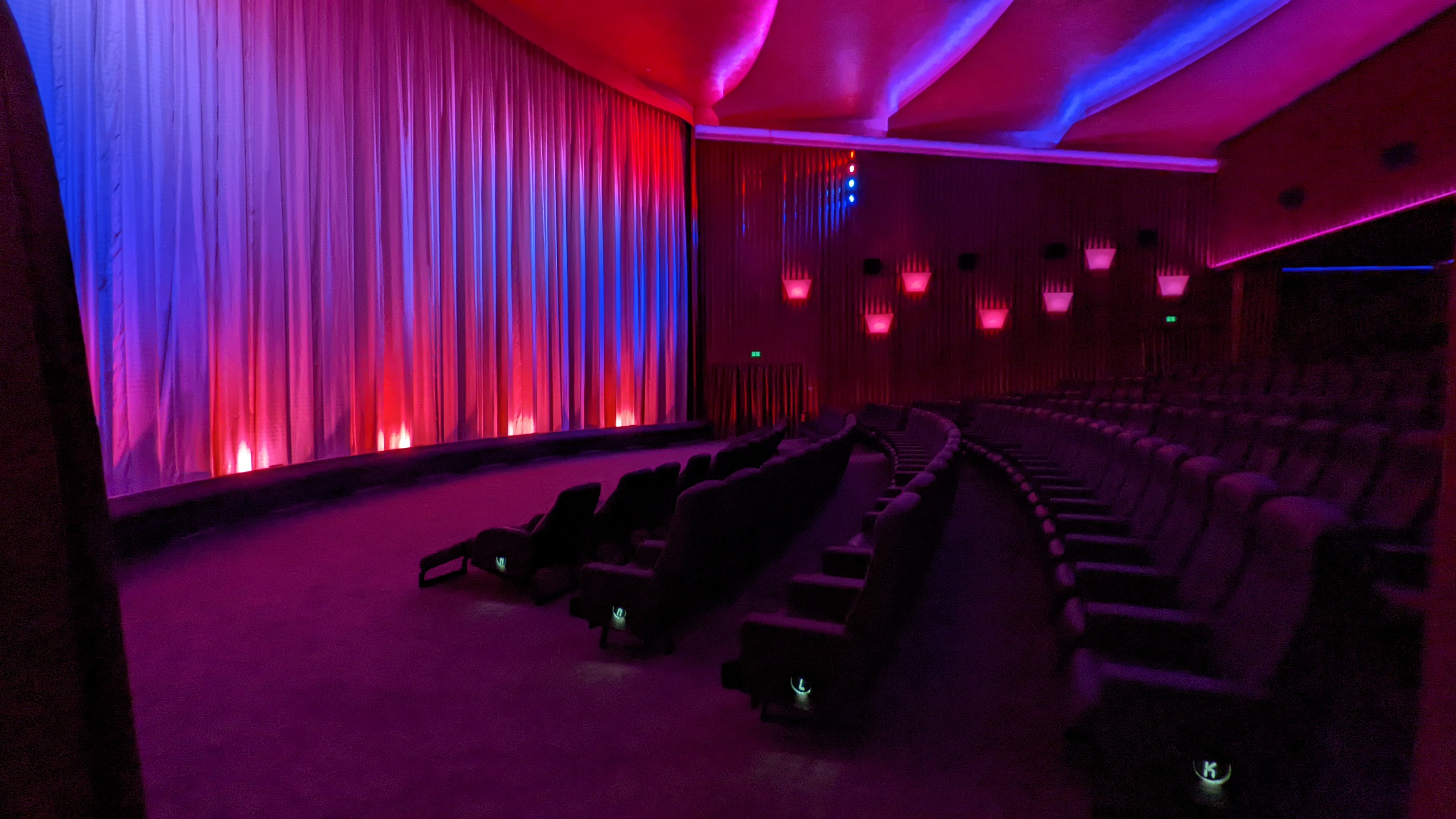
Kinosaal des Savoy Filmtheaters

Das Savoy Filmtheater, auch Savoy-Kino oder Das Savoy ist ein seit 1957 bestehendes Kino im Steindamm 54 im Hamburger Stadtteil St. Georg. Das von Hans-Joachim Flebbes XAVOY Filmtheater GmbH betriebene Kino tritt im Segment der Premium-Kinos an.
Zu den Programmschwerpunkten gehören aktuelle Filme in Originalsprache, Klassiker, aber auch Live-Übertragungen aus Theatern wie dem Royal National Theatre London, der Royal Shakespeare Company oder der Kenneth Branagh Theatre Company, sowie von Opern und Konzerten.

## Technische Ausstattung
Das Savoy hat einen Vorführsaal mit 324 Sitzplätzen, davon 99 als Loge in den letzten vier Reihen und 225 auf dem Parkett in neun Reihen. Die Bestuhlung besteht aus Sesseln mit verstellbaren Rückenlehnen und großer Beinfreiheit, einigen Doppelsesseln und in der ersten Reihe mit ausklappbaren Fußstützen. Die Vorführtechnik besteht aus einem 3D-fähigem NEC-NC3240S 4K Projektor mit High-Frame-Rate-Technik. Bei der Tontechnik kommt ein 7.1 System mit Crown Audio DSi 2000-Verstärkern mit zusammen 30.000 Watt Verstärkerleistung zum Einsatz. Seit 2015 verfügt das Kino zusätzlich über einen analogen Filmprojektor Philips DP75, mit dem sowohl 35 mm als auch 70 mm-Filme abgespielt werden können. Die Leinwand misst 18 × 8 m. Das Kino ist barrierefrei eingerichtet und bietet drei Rollstuhlplätze.

## Geschichte
Das Savoy eröffnete am 14. März 1957 unter Herbert Steppan als damals modernstes Kino Deutschlands, welches extra für das neue, aus den USA stammende, Filmformat Todd-AO mit einer gekrümmten Breitleinwand konzipiert wurde. Das Kino war mit einem 70 mm Projektor mit 6-Kanal-Magnetton ausgestattet. Die Leinwand maß 17,4 × 7,6 m (nach Reißmann 20 × 8,5 m) und wies einen Bogen von 120° mit einer maximal 4,40 m tiefen Durchbiegung auf. Um konventionelle Filme wie im Cinemascope-Format perspektivisch korrekt darzustellen, konnten die Seiten der Leinwand zurückgefahren werden. Der Vorführsaal bot 957 bzw. 825 Zuschauern Platz, wobei die hinteren Sitzreihen bei Bedarf durch einen Vorhang abgetrennt werden konnten. Der Eröffnungsfilm des Kinos war allerdings noch der herkömmliche 35 mm Film Roter Staub von Irving Rapper. Todd-AO-Filme auf 70 mm kamen erst später mit Fred Zinnemanns Musikfilm Oklahoma! zur Aufführung, gefolgt von weiteren Filmklassikern im gleichen Format. Nach dem Tode Mike Todds, dem Geschäftsführer von Todd-AO, wurden allerdings keine neuen Filme im Todd-AO-Format produziert, auf dessen Technik das Savoy speziell zugeschnitten war. Ende der 1960er Jahre gab Steppan die Geschäftsleitung an Walter Jonigkeit ab.
1978 übernahm die Heinz Riech das Savoy in die Ufa-Gruppe und ließ das Kino 1980 in fünf „Schachtelkinos“ mit 461, 218, 138, 89 und 70 Plätzen teilen. 1994 wurde das Kino erneut renoviert und die kleinen Vorführsäle wieder zu einem großen Saal und einem kleinen Atelier im Untergeschoss zurückgebaut. Trotz der Umbaumaßnahmen gingen in den Folgejahren die Besucherzahlen im Savoy zurück, ebenso veränderte sich das Umfeld des Kinos im Steindamm, wo sich zunehmend Spielhallen, Sexshops, Stundenhotels und internationale Geschäfte ansiedelten. Schließlich gab die UFA das Kino am 17. Dezember 1998 auf. Daraufhin übernahm Harris Patscha das Savoy und führte bis 2003 indische Hindi-Filme (sog. Bollywoodfilme) und gelegentlich Filme türkischer Kulturvereine auf. Das Foyer wurde zum Verkaufsraum eines orientalischen Supermarktes und der Kinosaal als Warenlager umgenutzt.
Von 2008 bis zum 30. Oktober 2011 wurde das Savoy übergangsweise als Ausweichquartier für das im Umbau befindliche Metropolis Kino genutzt.
2013 übernahm Hans-Joachim Flebbe das Savoy, ließ es für 1,2 Mio. Euro renovieren und zum länger geplanten Premium-Kino für Hamburg ausbauen. Als Geschäftsführer wurde Gary Rohweder vom kurz zuvor geschlossenen Streit’s Filmtheater gewonnen. Von dort wurden ebenso Filme in Originalfassungen weitergeführt. Am 19. Juni 2013 eröffnete das Savoy mit dem australischen Film The Sapphires.
Neben dem Savoy betreibt Flebbe die ASTOR Film Lounge HafenCity in Hamburg und weitere Premiumkinos in Berlin, Braunschweig, Frankfurt am Main, Hannover, Köln und München.